# 物流博物館
物流博物館（ぶつりゅうはくぶつかん）は、1998年8月11日に東京都港区高輪に開館した、物流を専門に扱う日本唯一の博物館である。

## 概要
元々は1958年に大手町ビルにあった日本通運本社内に通運史料室として設置され、1962年に外神田の日通本社に移転。1987年には物流史料館として改称し、1998年に現在の高輪に移転。現在に至る。公益財団法人・利用運送振興会が運営している。博物館法に基づく登録博物館である。
貨物船が停泊する港湾と空港、貨物列車、トラックなどを組み合わせた大型ジオラマ、江戸時代の街道宿場町にあった問屋場の模型、飛脚の衣装、木炭自動車用のガス発生装置などのほか、資料・映像を展示している。

## 所在地
- 所在地：東京都港区高輪4-7-15
- アクセス：品川駅（東日本旅客鉄道／京浜急行）、高輪台駅（都営地下鉄浅草線）下車・徒歩7分
- 入館料：高校生以上200円（65歳以上は100円）、中学生以下は無料。